# Graniczna Placówka Kontrolna Bobrowniki
Przejściowy Punkt Kontrolny Bobrowniki – zlikwidowany pododdział Wojsk Ochrony Pogranicza wykonujący kontrolę graniczną osób, towarów i środków transportu bezpośrednio w przejściu granicznym na granicy ze Związkiem Radzieckim.

Graniczna Placówka Kontrolna Straży Granicznej w Bobrownikach – zlikwidowana graniczna jednostka organizacyjna Straży Granicznej wykonująca kontrolę graniczną osób, towarów i środków transportu bezpośrednio w przejściach granicznych na granicy z Republiką Białoruską.

## Formowanie i zmiany organizacyjne
W październiku 1945 Naczelny Dowódca WP nakazywał sformować na granicy 51 przejściowych punktów kontrolnych.
Graniczna placówka kontrolna Bobrowniki powstała w 1945 jako drogowy przejściowy punkt kontrolny III kategorii (PPK Bobrowniki) o etacie nr 8/12 . Obsada PPK składała się z 10 żołnierzy i 1 pracownika cywilnego.
Rozformowany jesienią 1946.
Straż Graniczna:

Graniczna Placówka Kontrolna Straży Granicznej w Bobrownikach (GPK SG w Bobrownikach) z siedzibą na przejściu granicznym Bobrowniki-Bierestowica w miejscowości Bobrowniki, powstała w 1993 w strukturach Podlaskiego Oddziału Straży Granicznej .
W ramach reorganizacji struktur Straży Granicznej związanej z przygotowaniem Polski do wstąpienia, do Unii Europejskiej i przystąpieniem do Traktatu z Schengen. Podczas restrukturyzacji wprowadzono kompleksową ochronę granicy już na najniższym szczeblu organizacyjnym tj. strażnica i graniczna placówka kontrolna. Wprowadzona całościowa ochrona granicy zniosła podział na graniczne jednostki organizacyjne ochraniające tylko tzw. „zieloną granicę” i prowadzące tylko kontrole ruchu granicznego. W wyniku tego 2 stycznia 2003 w skład granicznej placówki kontrolnej Straży Granicznej w Bobrownikach weszła Strażnica Straży Granicznej w Gródku (Strażnica SG w Gródku) .
Graniczna Placówka Kontrolna Straży Granicznej w Bobrownikach pod tą nazwą funkcjonowała do 23 sierpnia 2005 i 24 sierpnia 2005, kiedy to została przekształcona na placówkę Straży Granicznej w Bobrownikach (PSG w Bobrownikach).

## Ochrona granicy
W 2002 po stronie białoruskiej na długości 157 km ochraniał granicę Grodzieński Oddział Wojsk Pogranicznych.

### Podległe przejścia graniczne
- Bobrowniki-Bierestowica – drogowe
- Zubki Białostockie-Bierestowica – kolejowe[3] .

### Wydarzenia
- 1988 – październik, otwarto nowy obiekt granicznej placówki kontrolnej w Bobrownikach na przejściu granicznym Bobrowniki-Bierestowica[3] .
- 1999 – na przejściu granicznym w Bobrownikach funkcjonariusze GPK SG w Bobrownikach udaremnili wwozu 3380 litrów spirytusu o wartości ok. 135 tys. złotych. Alkohol ukryty był w chłodni, w plastikowych butelkach[5].
- 2000 – GPK SG w Bobrownikach odwiedził Komisarz do Spraw Rozszerzenia Unii Europejskiej Günter Verheugen. Goście zapoznawali się ze stanem przygotowań Podlaskiego Oddziału Straży Granicznej do wejścia do Unii Europejskiej oraz ze sposobem wykorzystania przez oddział środków z funduszu PHARE[3] .

### Sąsiednie strażnice
- Strażnica SG w Krynkach ⇔ Strażnica SG w Michałowie – 02.01.2003.

## Komendanci granicznej placówki kontrolnej
- mjr SG Zbigniew Noskiewicz (był w 2000[6]–był w 2004[7]).